# Decjusz (egzarcha)
Decjusz – pierwszy bizantyński egzarcha Rawenny w latach 584-585.
Egzarchat Rawenny został utworzony w 584 roku przez cesarza Maurycjusza na Półwyspie Apenińskim w celu zabezpieczenia terytorium cesarskiego przed Longobardami. Decjusz był pierwszym egzarchą tej bizantyńskiej jednostki administracyjnej. W 585 zastąpił go na stanowisku Smaragdus.